# Eminovci
Eminovci is een plaats in de gemeente Jakšić in de Kroatische provincie Požega-Slavonië. De plaats telt 714 inwoners (2001).